# Monte Scorciavuoi
Il monte Scorciavuoi (1.745 m s.l.m.) è una montagna dell'altopiano della Sila. Geograficamente è collocato nella Sila Piccola e territorialmente fa parte del comune di Taverna. Il monte costituisce l'asse montano, sopra i 1.700 m, della Sila Piccola insieme al monte Gariglione e al monte Femminamorta.

## Posizione geografica e come raggiungerlo
Lo Scorciavuoi è tra le grandi montagne della Sila Piccola, quello più a nord, al confine con la Sila Grande. Si affaccia sul lago Ampollino e fa parte del Parco nazionale della Sila trovandosi in una delle aree più pregiate del parco stesso. Già nel 1968, il monte faceva parte 8 del Parco nazionale della Calabria.
Il monte Scorciavuoi è facilmente raggiungibile in quanto la vallata a nord dello stesso monte è attraversato dalla Strada statale 109 della Piccola Sila. La vetta è raggiungibile seguendo i percorsi CAI.